# Monumento ai Bersaglieri
Il monumento ai Bersaglieri è un monumento posto in largo Bersaglieri a Milano.

## Struttura
L'opera è formata da un muro in calcestruzzo con figure in bronzo.
Sul lato verso largo Bersaglieri sono raffigurate immagini di bersaglieri in parata con una bandiera. In basso a sinistra sul muro è presente una targa in bronzo con l'iscrizione
Sullo stesso lato è presente un gruppo bronzeo raffigurante una famiglia, posto su una base circolare.
Sul lato verso Via Verziere sono presenti altre figure in bronzo e l'iscrizione